# Flecha Valona 1960
La Flecha Valona 1960 se disputó el 9 de mayo de 1960, y supuso la edición número 24 de la carrera. El ganador fue el belga Pino Cerami. El francés Pierre Beuffeuil y el también belga Constant Goossens fueron segundo y tercero respectivamente.  

## Clasificación final
| Pos. | Ciclista          | Equipo                     | Tiempo   |
| ---- | ----------------- | -------------------------- | -------- |
| 1    | Pino Cerami       | Peugeot-BP-Dunlop          | 5h41'35" |
| 2    | Pierre Beuffeuil  | Mercier-Hutchinson-BP      | a 27"    |
| 3    | Constant Goossens | Peugeot-BP-Dunlop          | m.t.     |
| 4    | Robert Cazala     | Mercier-Hutchinson-BP      | m.t.     |
| 5    | Jean Forestier    | Helyett-Leroux             | m.t.     |
| 6    | Alfons Hermans    | Dr. Mann                   | a 35"    |
| 7    | Tom Simpson       | Saint-Raphaël-R. Geminiani | a 2'21"  |
| 8    | Rik Van Looy      | Faema                      | a 2'53"  |
| 9    | René Vanderveken  | Peugeot-BP-Dunlop          | a 3'12"  |
| 10   | Emile Daems       | Philco                     | a 3'52"  |